# Distrito de Oława
Oława (polaco: powiat oławski) es un distrito (powiat) del voivodato de Baja Silesia (Polonia). Fue constituido el 1 de enero de 1999 como resultado de la reforma del gobierno local de Polonia aprobada el año anterior. Limita con otros cinco distritos: al norte con Oleśnica, al este con Namysłów y Brzeg, al suroeste con Strzelin y al oeste con Wrocław; y está dividido en cuatro municipios (gmina): uno urbano (Oława), otro urbano-rural (Jelcz-Laskowice) y dos rurales (Domaniów y Oława). En 2011, según la Oficina Central de Estadística polaca, el distrito tenía una superficie de 524,1 km² y una población de 72 931 habitantes.